# Tvedestrand
Tvedestrand är en tätort och stad i Tvedestrands kommun i Agder fylke i södra Norge. Orten utgör kommunens centralort såväl som största tätort.
Staden ligger i en trång gryta längst inne i Tvedestrandfjorden som är Oksefjordens inre del. Från kajerna leder två gator upp till affärsstråket med den lilla insjön Tjenna. Europaväg 18 går genom kommunen och passerar två kilometer nordväst om staden.
Tvedestrand hade varit en liten strandplats med några mindre industrier när den år 1738 blev utskeppningshamn för Næs Jernverk. Den blev ladested 1836 och stadskommun året efter. Tvedestrand förlorade sin stadsstatus vid sammanslagningen 1960. Kommunen återtog stadsstatus igen för Tvedestrand år 1997.
Tvedestrand är ett av de mest besökta turistdistrikten i Sørlandet, med en praktfull skärgård; flera hotell, campingplatser, pensionat och många stugor.

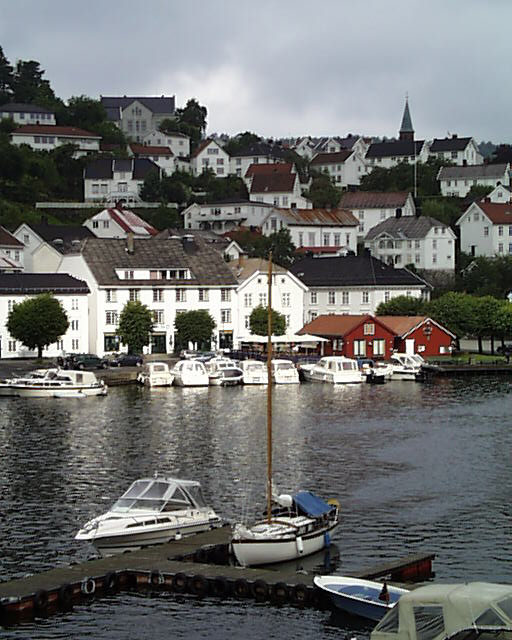